# Marel Baldvinsson
Marel Jóhann Baldvinsson (ur. 18 grudnia 1980 w Kópavogur) – islandzki piłkarz występujący na pozycji napastnika.

## Kariera klubowa
Baldvinsson zawodową karierę rozpoczynał w 1997 roku w klubie 1. deild karla – Breiðablik UBK. W sezonie 1998 roku wywalczył z nim awans do ekstraklasy. W Breiðabliku występował przez cztery sezony. W tym czasie rozegrał tam 32 ligowe spotkania i zdobył w nich 7 bramek. W 2000 roku przeszedł do norweskiego Stabæk Fotball. W sezonie 2002 zajął z nim 3. miejsce w lidze. W Stabæk spędził trzy sezony. W sumie zagrał tam w 48 ligowych meczach i strzelił 10 goli.
W styczniu 2003 roku podpisał kontrakt z belgijskim KSC Lokeren. W pierwszej lidze belgijskiej zadebiutował 26 stycznia 2003 w wygranym 1:0 meczu z Germinalem Beerschot. Pierwszego gola w trakcie gry w lidze belgijskiej strzelił 15 marca 2003 w wygranym 5:1 spotkaniu z KAA Gent. W ciągu dwóch lat w Lokeren, rozegrał tam 56 ligowych spotkań i zdobył 6 bramek.
W 2006 roku powrócił do Islandii, gdzie został zawodnikiem Breiðablik UBK, w którym grał już w latach 1997–2000. Tym razem spędził jeden sezon. W sierpniu 2006 przeszedł do norweskiego Molde FK. Występował tam przez kolejne półtora roku. Wystąpił tam w 24 ligowych pojedynkach i zdobył w nich 7 bramek. W 2008 roku po raz trzeci w karierze został graczem Breiðablik UBK. W 2009 roku podpisał kontrakt z Valurem Reykjavík. Po sezonie 2009 zastanawiał się nad zakończeniem kariery
z powodu częstych urazów, ostatecznie jej nie zakończył.

## Kariera reprezentacyjna
W reprezentacji Islandii Baldvinsson zadebiutował w sierpniu 2001 w towarzyskim meczu z reprezentacją Polski. Był uczestnikiem eliminacji do Mistrzostw Europy 2004 oraz Mistrzostw Europy 2008, jednak jego reprezentacja na oba nie awansowała.